# 天主教曹州教区
天主教曹州教区（Dioecesis Zaoceuvensis）是罗马天主教在中国山东省设立的一个教区。

## 历史
1934年11月12日，从兖州府代牧区分设曹州府代牧区，德籍圣言会士何方济司铎于1935年2月24日年由韩宁镐主教祝圣为首任代牧。1941年12月8日，张维笃（郓城人）由舒德禄主教祝圣为信阳教区主教。1946年4月11日升格为曹州教区，又称菏泽教区。曹州教区位于山东西南平原，与苏、豫、皖三省交界，现辖管牡丹区、鄄城、郓城、巨野、成武、单县、东明、定陶、曹县八县一区。1948年，共产党军队占领山东大部分土地，何方济主教将教区委托高天达神父署理，离开中国返回欧洲。1949年秋，菏泽主教府被共党军队占领。全区教堂超过一半的教堂被破坏。教区署理高天达神父将教区委托李炳耀神父管理，也返回欧洲。
1950年，菏泽教区人数约七万两千余人，是山东省教友人数最多的教区，教区内有外国籍教士28人，中国籍7人，修女46人，大修士2人，小修生46人。小修院和备修院各1所，较大教堂26所，小教堂和经室640所。另外还有孤儿院、医院、养老院、学校等。经过历史的变迁，外籍传教士遭驱逐，政治运动迭起，教区内教堂全部被拆毁，医院、学校、孤儿院等全部被充公，教友人数大减。
1951年，陈百瑞神父（郓城人）在昆明监狱殉道。1957年，李炳耀神父被诬为“右派”遭受批斗。1958年6月1日，李明月神父接受自选自圣，由沈阳教区皮漱石主教祝圣为主教，因其非法祝圣故而不属圣统序列。王殿铎神父因反对自选自圣被捕。1964年，代理主教李炳耀神父被捕。1966年，文革教难兴起，整个教区所有教堂均被拆毁，所有教产均被没收。李明月主教逝世。王耀实神父被押往东明县一个以回民为主的村庄批斗，遭受回民阿訇殴打，王耀实神父一条腿被打断。
1978年，王殿铎出狱。1979年，李炳耀出狱。曹州教区仅存李炳耀、王耀实、王殿铎三位神父。因兖州教区缺乏神职人员，王耀实神父被邀去兖州服务。1988年，河北邯郸赵五金神父加入曹州教区服务。1989年5月16日，河北易县刘冠东主教祝圣李炳耀为曹州教区第二任正权主教。李炳耀神父晋牧后，于1990年先后祝圣彭鉴道、王成立为司铎，并派遣他们寻找失散的羊群，照顾整个鲁西地区的教友生活。
李炳耀主教旗帜鲜明地忠于教宗，不仅照顾本教区教友的信仰生活，还关怀山东各教区的无牧之羊。1992年，祝圣滕秋乐为青岛教区司铎；祝圣李海军为烟台教区司铎。1993年9月2日，李炳耀主教祝圣周村教区高可贤神父为主教，使其负责周村教区以及烟台教区事务。
1994年元月14日，姜圣高修士晋铎；1995年4月3日，张吉东修士晋铎。1995年11月25日，李炳耀主教逝世。1996年12月7日韦立根修士晋铎。12月8日，王殿铎神父由商丘教区史景贤主教祝圣为第三任主教。王殿铎神父晋牧后，开始落实教产，主持建设教堂。1997年元月30日，彭鉴道神父返回河北邯郸传教。2002年8月1日，田传献、秦建允两位修士晋铎。2004年7月27日，王殿铎主教逝世。2007年4月20日，纪德付、王哲两位修士晋铎。2008年12月8日，田传献神父逝世。2014年2月22日，王敬林修士晋铎。
现今，主教出缺，有数位司铎负责照顾教友宗教生活，整个教区教友人数约有两万三千余人。

## 主教
- 何方济（Bishop Francesco Hoowaarts, S.V.D.）：德籍人，圣言会士，1878年7月19日出生，1905年2月24日晋铎，1935年2月24日年晋牧，1948年离开中国，1954年3月24日逝世。
- 李炳耀·若瑟：1911年7月18日生于山东莘县，1933年入圣言会，1939年晋铎，1957年被打为“右派”，1964年被捕，1979年获释，1989年5月16日晋牧，1995年11月25日去世。
- 王殿铎·若瑟：1921年2月3日生于山东曹县，1938年入重整奥斯定会，1950年晋铎，1958年被捕，1968年获释，1982年二次被捕，1984年获释，1996年12月8日晋牧，2004年7月27日去世。

## 信徒
1950年，信徒74,013人，居山东省各教区之首。因历次教难运动后，教友人数大减。
1990年，整个教区教友人数大约两万三千余人。